# Premio Princesa de Asturias de las Artes
Los Premios Princesa de Asturias de las Artes (llamados Premios Príncipe de Asturias de las Artes hasta 2014) se conceden a la persona, grupo de personas o institución cuya labor en la arquitectura, cinematografía, danza, escultura, música, pintura y demás expresiones artísticas constituya una aportación relevante al patrimonio cultural de la humanidad.

## Lista de galardonados
| Año  | Premiado | Actividad                                                               | Nacionalidad          |
| ---- | --- | ----------------------------------------------------------------------- | --------------------- |
| 1981 | Jesús López Cobos | Director de orquesta                                                    | España                |
| 1982 | Pablo Serrano | Escultor                                                                | España                |
| 1983 | Eusebio Sempere | Escultor y pintor                                                       | España                |
| 1984 | Orfeón Donostiarra | Institución coral                                                       | España                |
| 1985 | Antonio López | Escultor y pintor                                                       | España                |
| 1986 | Luis García Berlanga                                                                                                  | Director de cine y guionista                                            | España                |
| 1987 | Eduardo Chillida | Escultor                                                                | España                |
| 1988 | Jorge de Oteiza | Escultor                                                                | España                |
| 1989 | Oscar Niemeyer | Arquitecto                                                              | Brasil                |
| 1990 | Antoni Tàpies | Pintor, escultor y teórico del arte                                     | España                |
| 1991 | Victoria de los Ángeles Teresa Berganza Montserrat Caballé José Carreras Pilar Lorengar Alfredo Kraus Plácido Domingo | Soprano Mezzosoprano Soprano Tenor Soprano Tenor y director de orquesta | España                |
| 1992 | Roberto Matta Echaurren                                                                                               | Arquitecto, pintor, filósofo y poeta                                    | Chile                 |
| 1993 | Francisco Javier Sáenz de Oiza                                                                                        | Arquitecto                                                              | España                |
| 1994 | Alicia de Larrocha | Pianista                                                                | España                |
| 1995 | Fernando Fernán Gómez                                                                                                 | Escritor, actor, guionista, director de cine y director de teatro       | España                |
| 1996 | Joaquín Rodrigo | Compositor de música clásica                                            | España                |
| 1997 | Vittorio Gassman | Actor, director de cine y director de teatro                            | Italia                |
| 1998 | Sebastião Salgado | Fotógrafo                                                               | Brasil                |
| 1999 | Santiago Calatrava Valls                                                                                              | Arquitecto y escultor                                                   | España                |
| 2000 | Barbara Hendricks | Soprano                                                                 | Estados Unidos        |
| 2001 | Krzysztof Penderecki                                                                                                  | Compositor y director de orquesta                                       | Polonia               |
| 2002 | Woody Allen | Director de cine, guionista y actor                                     | Estados Unidos        |
| 2003 | Miquel Barceló | Pintor                                                                  | España                |
| 2004 | Paco de Lucía | Guitarrista flamenco                                                    | España                |
| 2005 | Maya Plisétskaya Tamara Rojo                                                                                          | Bailarinas de ballet                                                    | Rusia · España        |
| 2006 | Pedro Almodóvar | Director de cine y guionista                                            | España                |
| 2007 | Bob Dylan | Cantante                                                                | Estados Unidos        |
| 2008 | Las Orquestas Infantiles y Juveniles de Venezuela                                                                     | Orquesta                                                                | Venezuela             |
| 2009 | Norman Foster | Arquitecto                                                              | Reino Unido           |
| 2010 | Richard Serra | Escultor                                                                | Estados Unidos        |
| 2011 | Riccardo Muti | Director de orquesta                                                    | Italia                |
| 2012 | Rafael Moneo | Arquitecto                                                              | España                |
| 2013 | Michael Haneke | Cineasta                                                                | Austria               |
| 2014 | Frank Gehry | Arquitecto                                                              | Canadá                |
| 2015 | Francis Ford Coppola                                                                                                  | Cineasta                                                                | Estados Unidos        |
| 2016 | Núria Espert | Actriz                                                                  | España                |
| 2017 | William Kentridge | Artista, pintor y cineasta                                              | Sudáfrica             |
| 2018 | Martin Scorsese | Cineasta                                                                | Estados Unidos        |
| 2019 | Peter Brook | Director teatral                                                        | Reino Unido           |
| 2020 | Ennio Morricone John Williams                                                                                         | Compositores                                                            | Italia Estados Unidos |
| 2021 | Marina Abramović | Artista                                                                 | Serbia                |
| 2022 | Carmen Linares María Pagés                                                                                            | Cantaora de flamenco Bailaora y coreógrafa de flamenco                  | España                |
| 2023 | Meryl Streep | Actriz                                                                  | Estados Unidos        |
| 2024 | Joan Manuel Serrat | Cantautor                                                               | España                |
| 2025 | Graciela Iturbide | Fotógrafa                                                               | México                |

## Galardonados por país
| País           | Número de galardonados |
| -------------- | ---------------------- |
| España         | 30                     |
| Estados Unidos | 8                      |
| Italia         | 3                      |
| Brasil         | 2                      |
| Reino Unido    | 2                      |
| Austria        | 1                      |
| Canadá         | 1                      |
| Chile          | 1                      |
| México         | 1                      |
| Polonia        | 1                      |
| Rusia          | 1                      |
| Serbia         | 1                      |
| Sudáfrica      | 1                      |
| Venezuela      | 1                      |